# Albert Leo Schlageter
Albert Leo Schlageter (Schönau im Schwarzwald, 12 de agosto de 1894 —  Golzheimer Heide, Düsseldorf, 16 de maio de 1923) foi membro de unidades paramilitares alemãs denominadas Freikorps ('regimentos livres'), durante a Primeira Guerra Mundial. Após a Guerra, durante a República de Weimar, Schlageter sabotou um trecho de ferrovia situado numa região alemã que permanecera sob ocupação francesa. Denunciado, foi  preso e, afinal, executado pelo exército francês. Após sua execução  Schlageter ganhou o estatuto de mártir, não só nos círculos nacionalistas, mas também obteve considerável simpatia "suprapartidária". Mais tarde, a propaganda nazista fez dele o "primeiro soldado do Terceiro Reich" e instituiu  o  culto  Schlageter. Depois de 1945, as honras à sua memória foram limitadas à ala direita do espectro político.

## Vida
Schlageter nasceu em 1894, no sudoeste da Alemanha, de pais fervorosamente católicos. Quando irrompeu a Primeira Grande Guerra,  apresentou-se como voluntário. Participou de várias batalhas, com destaque para as de Ypres (1915), Somme (1916) e Verdun (1916). Foi, tendo sido condecorado com a Cruz de Ferro, tanto de primeira como de segunda classe.  Após sua promoção a segundo tenente de artilharia, ainda tomou parte  na Terceira Batalha de Ypres (1917), mais conhecida  como Batalha de Passchendaele. Após a guerra, ao ser liberado do exército, Schlageter inscreveu-se no curso de Economia da Universidade de Freiburg, onde permaneceu por cerca de um ano apenas. Nesse período, tornou-se membro de um grupo de estudantes católicos de extrema direita. Logo viria a se filiar aos Freikorps e novamente tomaria parte em acontecimentos obscuros, como o Kapp-Lüttwitz Putsch e confrontos entre militares e facções comunistas que convulsionaram a Alemanha. Em 1922 sua unidade Freikorps na Alta Silésia fundiu-se com o NSDAP. Vale ressaltar que, como membro das Freikorps Schlageter participou de ações militares em Riga, na Alta  Silésia  e no Ruhr, ao lado de Ernest Von Salomon de Sturmsoldaten (tropas de assalto) e da "Bund ehemaliger Erhardt-Offiziere" (Liga de antigos oficiais de Erhardt).
Durante a ocupação do Ruhr, em 1923, Schlageter trabalhou para a Organização Heinz, um grupo paramilitar de resistência contra as tropas de ocupação francesas em Essen. O grupo realizava ações de sabotagem, sob a proteção do Ministério da Defesa de Weimar. Para impedir a remessa de carvão para a França, Schlageter e  seus companheiros realizaram ataques com explosivos em março de 1923, na gare de Essen e  numa ponte ferroviária da linha Düsseldorf–Duisourg, perto do distrito de Kalkum, no norte de Düsseldorf. 

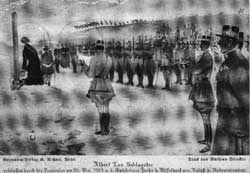
Imagem rara da execução de Schlageter

Em 7 de abril de 1923, Schlageter foi traído, possivelmente, por seus próprios camaradas, sendo então preso e julgado por uma corte marcial francesa em 7 de maio de 1923, sob a acusação de sabotagem. Foi condenado à morte, sendo executada a sentença na manhã do dia 26 de maio do mesmo ano, numa mata próxima a Düsseldorf.
No dia 8 de maio, um dia depois de seu julgamento, ele escrevera a seus pais: "De 1914 até hoje tenho sacrificado toda a minha força em prol de minha terra natal, por amor e pura lealdade. Não fui líder de gangue, mas em quieto labor procurei ajudar a Alemanha. Não cometi crimes comuns ou assassinatos."
A veracidade dessa declaração pode ser posta em dúvida, já que Schlageter esteve envolvido no assassinato de possíveis informantes.
Pouco depois da sua morte, Rudolf Höß matou o suposto traidor, Walther Kadow, sendo auxiliado por Martin Bormann. Entretanto, enquanto aquele ficou detido por 10 anos, este recebeu apenas um ano de detenção.

## Herói nacional
Após sua execução, Schlageter tornou-se um junge deutschen Helden ('jovem herói alemão') para grande parte da sociedade alemã. Entretanto o Partido Comunista Alemão procurou mostra-lo como um homem normal, fazendo emitir um discurso, que ficou conhecido como "O discurso de Schlageter", escrito por Karl Radek, descrevendo-o como uma  figura honrada mas mal orientada. Porém, foi o Partido Nazista que mais a fundo explorou a história de Schlageter. Todos os anos, no dia  26 de maio, cerimônias eram  realizadas em sua memória, para que os prosélitos pudessem lamentar seu trágico destino e para que a população em geral pudesse cultuar sua memória.
Após 1933, Albert Leo Schlageter  tornou-se um dos principais e mais venerados heróis do regime nazista, tal como Horst Wessel e Herbert Norkus. Hans Johst escreveu a peça Schlageter, que abordava o  drama  do herói. A  obra foi dedicada a Hitler em seu primeiro aniversário como ditador, em 20 de agosto de 1933, representando um grandioso manifesto teatral nazista, bastante explorado pelo  Ministro da  Propaganda e da Cultura, Joseph Goebbels. A representação teatral da vida de Schlageter, baseada na obra de Johst, foi reapresentada durante os 12 anos seguintes, ou seja, até 1945.
É interessante ressaltar que várias empreitadas e unidades militares foram nomeadas ou renomeadas em homenagem a Schlageter, incluindo o esquadrão da Luftwaffe Jagdgeschwader 26 "Schlageter" e o navio Albert Leo Schlageter  (atual NRP Sagres).